# Robert Cierniak
Robert Cierniak (ur. 1968) – generał brygady pilot mgr inż. Wojska Polskiego.

## Życiorys
Robert Cierniak w 1991 ukończył Wyższą Oficerską Szkołę Lotniczą i rozpoczął służbę w 1 pułku lotnictwa myśliwskiego. Był w nim na stanowiskach pilota klucza lotniczego, starszego pilota klucza lotniczego, dowódcy klucza lotniczego, szefa strzelania powietrznego, szefa sztabu, zastępcy dowódcy eskadry i dowódcy eskadry. Wyróżniony został w 2001 tytułem „Pilot Roku Lotnictwa Sił Zbrojnych RP”. Brał udział w 2003 w osłonie samolotu Air Force One z George'em W. Bushem, prezydentem Stanów Zjednoczonych na pokładzie oraz w 2006 zapewniał osłonę wizyty papieża Benedykta XVI w Polsce. Jako przedstawiciel 1 eskadry lotnictwa taktycznego, jednostki wyróżnionej „Znakiem Honorowym Sił Zbrojnych RP” dokonał w 2005 wpisu do „Księgi Honorowej Ministra Obrony Narodowej”. Dowódca Polskiego Kontyngentu Wojskowego „Orlik” – natowskiej misji nadzoru przestrzeni powietrznej Litwy, Łotwy i Estonii w 2006. Brał udział jako dowódca komponentu lotniczego w polsko–brytyjskich ćwiczeniach „Lone Eider” i „Sentry White Falcon” oraz brytyjskim ćwiczeniu z wojskami CQWI w Leuchards w Szkocji. Otrzymał w 2006 „Błękitne Skrzydła” – wyróżnienie honorowe Krajowej Rady Lotnictwa i „Skrzydlatej Polski”. 9 maja 2007 objął obowiązki dowódcy 23 Bazy Lotniczej. 12 marca 2019 został mianowany przez prezydenta RP Andrzeja Dudę na wniosek ministra Mariusza Błaszczaka na stopień generała brygady. Akt mianowania odebrał 13 marca 2019 w Pałacu Prezydenckim w Warszawie z rąk prezydenta RP Andrzeja Dudy.
W 2021 odznaczony Lotniczym Krzyżem Zasługi.